# Türkiye 1. Basketbol Ligi 1980-1981
La Türkiye 1. Basketbol Ligi 1980-1981 è stata la 15ª edizione del massimo campionato turco di pallacanestro maschile. La vittoria finale è stata ad appannaggio dell'Eczacıbaşı.

## Risultati

### Stagione regolare

#### Gruppo A
|    | Squadra        | G  | V | N | P | PF  | PS  | P.ti | Qualificazione |
| -- | -------------- | -- | - | - | - | --- | --- | ---- | -------------- |
| 1. | Beşiktaş       | 10 | 9 | 0 | 1 | 954 | 801 | 28   | girone finale  |
| 2. | Şekerspor      | 10 | 7 | 0 | 3 | 856 | 792 | 24   | girone finale  |
| 3. | İ.B. Yenişehir | 10 | 7 | 0 | 3 | 945 | 822 | 24   |                |
| 4. | Galatasaray    | 10 | 5 | 0 | 5 | 810 | 851 | 20   |                |
| 5. | İTÜ Istanbul   | 10 | 1 | 0 | 9 | 747 | 864 | 12   |                |
| 6. | Güney Sanayi   | 10 | 1 | 0 | 9 | 774 | 956 | 12   |                |

#### Gruppo B
|    | Squadra          | G  | V | N | P | PF  | PS  | P.ti | Qualificazione |
| -- | ---------------- | -- | - | - | - | --- | --- | ---- | -------------- |
| 1. | Karşıyaka        | 10 | 8 | 0 | 2 | 879 | 748 | 26   | girone finale  |
| 2. | Efes Pilsen      | 10 | 8 | 0 | 2 | 872 | 737 | 26   | girone finale  |
| 3. | Muhafızgücü      | 10 | 3 | 2 | 5 | 790 | 795 | 18   |                |
| 4. | Ankara DSİ       | 10 | 3 | 1 | 6 | 756 | 807 | 17   |                |
| 5. | Ziraat Fakültesi | 10 | 3 | 1 | 6 | 755 | 820 | 17   |                |
| 6. | ODTÜ             | 10 | 3 | 0 | 7 | 747 | 890 | 16   |                |

#### Gruppo C
|    | Squadra    | G  | V  | N | P | PF   | PS  | P.ti | Qualificazione |
| -- | ---------- | -- | -- | - | - | ---- | --- | ---- | -------------- |
| 1. | Eczacıbaşı | 10 | 10 | 0 | 0 | 1158 | 611 | 30   | girone finale  |
| 2. | Tofaş SAS  | 10 | 8  | 0 | 2 | 953  | 746 | 26   | girone finale  |
| 3. | Taçspor    | 10 | 4  | 0 | 6 | 809  | 923 | 18   |                |
| 4. | Fenerbahçe | 10 | 4  | 0 | 6 | 767  | 828 | 18   |                |
| 5. | Mülkiye    | 10 | 2  | 0 | 8 | 658  | 967 | 14   |                |
| 6. | Kolejliler | 10 | 2  | 0 | 8 | 728  | 988 | 14   |                |

### Girone qualificazione
|     | Squadra          | G  | V  | N | P  | PF    | PS    | P.ti | Qualificazione     |
| --- | ---------------- | -- | -- | - | -- | ----- | ----- | ---- | ------------------ |
| 1.  | İ.B. Yenişehir   | 22 | 20 | 0 | 2  | 2.110 | 1.776 | 62   |                    |
| 2.  | Muhafızgücü      | 22 | 16 | 2 | 4  | 1.939 | 1.634 | 56   |                    |
| 3.  | Ankara DSİ       | 22 | 12 | 2 | 8  | 1.837 | 1.681 | 48   |                    |
| 4.  | Ziraat Fakültesi | 22 | 12 | 1 | 9  | 1.876 | 1.825 | 47   |                    |
| 5.  | Fenerbahçe       | 22 | 12 | 1 | 9  | 1.526 | 1.498 | 47   |                    |
| 6.  | Taçspor          | 22 | 12 | 0 | 10 | 1.974 | 1.870 | 46   |                    |
| 7.  | Galatasaray      | 22 | 12 | 0 | 10 | 1.917 | 1.857 | 46   |                    |
| 8.  | ODTÜ             | 22 | 9  | 0 | 13 | 1.570 | 1.711 | 40   |                    |
| 9.  | Güney Sanayi     | 22 | 8  | 0 | 14 | 1.787 | 1.872 | 38   |                    |
| 10. | İTÜ Istanbul     | 22 | 6  | 0 | 16 | 1.624 | 1.763 | 34   |                    |
| 11. | Kolejliler       | 22 | 6  | 0 | 16 | 1.678 | 1.971 | 34   | retrocesse in TBL2 |
| 12. | Mülkiye          | 22 | 4  | 0 | 18 | 1.478 | 1.867 | 30   | retrocesse in TBL2 |

### Girone finale
|    | Squadra     | G  | V  | N | P  | PF    | PS    | P.ti |
| -- | ----------- | -- | -- | - | -- | ----- | ----- | ---- |
| 1. | Eczacıbaşı  | 17 | 16 | 0 | 1  | 1.532 | 1.218 | 49   |
| 2. | Beşiktaş    | 17 | 9  | 1 | 7  | 1.429 | 1.385 | 36   |
| 3. | Efes Pilsen | 17 | 9  | 0 | 8  | 1.370 | 1.363 | 35   |
| 4. | Karşıyaka   | 17 | 8  | 1 | 8  | 1.290 | 1.380 | 34   |
| 5. | Tofaş SAS   | 17 | 5  | 0 | 12 | 1.395 | 1.471 | 27   |
| 6. | Şekerspor   | 17 | 3  | 0 | 14 | 1.324 | 1.513 | 23   |

| Türkiye 1. Basketbol Ligi 1980-1981 |
| ----------------------------------- |
| Eczacıbaşı 5º titolo                |

## Formazione vincitrice
| N° | Naz.                   | Ruolo | Sportivo           |  | Alt. |  |
| -- | ---------------------- | ----- | ------------------ |  | ---- |  |
|    | Turchia (bandiera)     |       | Hüsamettin Akyürek |  |      |  |
|    | Turchia (bandiera)     |       | Engin Alpaslan     |  |      |  |
|    | Turchia (bandiera)     |       | Efe Aydan          |  |      |  |
|    | Turchia (bandiera)     |       | Hakan Büyükbayrak  |  |      |  |
|    | Turchia (bandiera)     |       | Kemal Dinçer       |  |      |  |
|    | Turchia (bandiera)     |       | Melih Erçin        |  |      |  |
|    | Turchia (bandiera)     |       | Tevfik Eroskay     |  |      |  |
|    | Turchia (bandiera)     |       | Necati Güler       |  |      |  |
|    | Stati Uniti (bandiera) |       | Ron Haigler        |  |      |  |
|    | Turchia (bandiera)     |       | Toma İstavridis    |  |      |  |
|    | Turchia (bandiera)     |       | Ahmet Sarı         |  |      |  |
|    | Turchia (bandiera)     |       | Orhan Tuncer       |  |      |  |
|    | Turchia (bandiera)     | All.  | Aydan Siyavuş      |  |      |  |